# Janez Loštrek
Janez Loštrek, slovenski smučarski skakalec, * 1952.
Loštrek je bil član kluba SSK Logatec. Nastopal je na tekmah turneje štirih skakalnic med letoma 1972 in 1977, skupno je nastopil na dvanajstih posamičnih tekmah. Najboljšo uvrstitev je dosegel v svojem zadnjem nastopu 6. januarja 1976, ko je na tekmi v Bischofshofnu osvojil enaintrideseto mesto, skupno pa je bil najvišje na turneji 1976/77, ko je zasedel 40. mesto. Na Svetovnem prvenstvu v smučarskih poletih 1977 v Vikersundbu je zasedel 27. mesto. 12. aprila 1975 je osvojil tretje mesto na Pokalu Kongsberg na Bloudkovi velikanki v Planici.